# Tuyến Sukhumvit
Tuyến Sukhumvit (tiếng Thái: รถไฟฟ้า สายสุขุมวิท) hoặc Tuyến xanh lá nhạt, là một tuyến tàu điện trên cao thuộc BTS Skytrain tại Băng Cốc, Thái Lan. Từ ga trung tâm Siam, nơi kết nối với Tuyến Silom, tuyến sẽ chạy dọc theo hướng Bắc dọc theo đường Phaya Thai và Phahon Yothin đến Khu Khot tại huyện Lam Luk Ka thuộc tỉnh Pathum Thani, và hướng Đông dọc theo đường Rama I, Phloen Chit và Sukhumvit, đi qua quận Bang Na đến Ga Kheha tại tỉnh Samut Prakan. Lưu lượng khách BTS mỗi ngày (2019) là 740.000.

## Lịch sử
Phần đầu tiên của tuyến mở cửa vào tháng 12 năm 1999 bao gồm bảy nhà ga từ Mo Chit đến On Nut. Hiện tại, có 47 nhà ga hoạt động với tổng chiều dài 50 km (31 mi). Tên chính thức của nó là The Elevated Train in Commemoration of HM the King's 6th Cycle Birthday 1st line (tiếng Thái: รถไฟฟ้าเฉลิมพระเกียรติ 6 รอบพระชนมพรรษา สาย 1).

## Ga
| Mã | Tên ga                                                                  | Tên ga                | Chuyển đổi                                       | Vị trí                   | Vị trí       |
| Mã | Tiếng Anh                                                               | Thái                  | Chuyển đổi                                       | Vị trí                   | Vị trí       |
| -- | ----------------------------------------------------------------------- | --------------------- | ------------------------------------------------ | ------------------------ | ------------ |
|    |                                                                         |                       |                                                  |                          |              |
|    | Khu Khot                                                                | คูคต                   |                                                  | Lam Luk Ka               | Pathum Thani |
|    | Yaek Kor Por Aor (RTGS: Yaek Kho Po O)                                  | แยกคปอ.               |                                                  | Don Mueang               | Bangkok      |
|    | Bảo tàng không quân Hoàng gia Thái (RTGS: Phiphithaphan Kong Thap Akat) | พิพิธภัณฑ์กองทัพอากาศ      | Vậy chuyển hành khách sân bay Don Mueang (dự án) | Don Mueang               | Bangkok      |
|    | Bệnh viện Bhumibol Adulyadej (RTGS: Rong Phayaban Phumiphon Adunyadet)  | โรงพยาบาลภูมิพล-อดุลยเดช |                                                  | Don Mueang               | Bangkok      |
|    | Saphan Mai                                                              | สะพานใหม่              |                                                  | Bang Khen                | Bangkok      |
|    | Sai Yud (RTGS: Sai Yut)                                                 | สายหยุด                |                                                  | Bang Khen                | Bangkok      |
|    | Phahon Yothin 59 (RTGS: Phahon Yothin Ha Sip Kao)                       | พหลโยธิน 59            |                                                  | Bang Khen                | Bangkok      |
|    | Wat Phra Sri Mahathat (RTGS: Wat Phra Si Mahathat)                      | วัดพระศรีมหาธาตุ         | MRT (đang xây dựng)                              | Bang Khen                | Bangkok      |
|    | Trung đoàn bộ binh 11 (RTGS: Krom Thahan Rap Thi Sip Et)                | กรมทหารราบที่ 11        |                                                  | Bang Khen                | Bangkok      |
|    | Bang Bua                                                                | บางบัว                 |                                                  | Chatuchak                | Bangkok      |
|    | Cục lâm nghiệp Hoàng gia (RTGS: Krom Pa Mai)                            | กรมป่าไม้               |                                                  | Chatuchak                | Bangkok      |
|    | Đại học Kasetsart (RTGS: Maha Witthayalai Kasetsat)                     | มหาวิทยาลัยเกษตรศาสตร์   | MRT (giai đoạn thiết kế)                         | Chatuchak                | Bangkok      |
|    | Sena Nikhom                                                             | เสนานิคม               |                                                  | Chatuchak                | Bangkok      |
|    | Ratchayothin                                                            | รัชโยธิน                |                                                  | Chatuchak                | Bangkok      |
|    | Phahon Yothin 24 (RTGS: Phahonyothin Yisip Si)                          | พหลโยธิน 24            |                                                  | Chatuchak                | Bangkok      |
|    | Ha Yaek Lat Phrao                                                       | ห้าแยกลาดพร้าว          | MRT Phahon Yothin                                | Chatuchak                | Bangkok      |
|    | Mo Chit                                                                 | หมอชิต                 | MRT Công viên Chatuchak                          | Chatuchak                | Bangkok      |
|    | Saphan Khwai                                                            | สะพานควาย             |                                                  | Phaya Thai               | Bangkok      |
|    | Sena Ruam                                                               | เสนาร่วม               |                                                  | Phaya Thai               | Bangkok      |
|    | Ari                                                                     | อารีย์                  |                                                  | Phaya Thai               | Bangkok      |
|    | Sanam Pao                                                               | สนามเป้า               |                                                  | Phaya Thai               | Bangkok      |
|    | Tượng đài Chiến thắng (RTGS: Anusawari Chai Samoraphum)                 | อนุสาวรีย์ชัยสมรภูมิ        |                                                  | Ratchathewi              | Bangkok      |
|    | Phaya Thai                                                              | พญาไท                 | ARL SRT (dự án)                                  | Ratchathewi              | Bangkok      |
|    | Ratchathewi                                                             | ราชเทวี                | MRT (đang đấu thầu)                              | Ratchathewi              | Bangkok      |
|    | Siam (RTGS: Sayam)                                                      | สยาม                  | BTS                                              | Pathum Wan               | Bangkok      |
|    | Chit Lom                                                                | ชิดลม                  |                                                  | Pathum Wan               | Bangkok      |
|    | Phloen Chit                                                             | เพลินจิต                | MRL (đề xuất)                                    | Pathum Wan               | Bangkok      |
|    | Nana                                                                    | นานา                  |                                                  | Khlong Toei and Watthana | Bangkok      |
|    | Asok                                                                    | อโศก                  | MRT Sukhumvit                                    | Khlong Toei and Watthana | Bangkok      |
|    | Phrom Phong                                                             | พร้อมพงษ์               |                                                  | Khlong Toei and Watthana | Bangkok      |
|    | Thong Lo                                                                | ทองหล่อ                |                                                  | Khlong Toei and Watthana | Bangkok      |
|    | Ekkamai                                                                 | เอกมัย                 |                                                  | Khlong Toei and Watthana | Bangkok      |
|    | Phra Khanong                                                            | พระโขนง               |                                                  | Khlong Toei and Watthana | Bangkok      |
|    | On Nut                                                                  | อ่อนนุช                 |                                                  | Khlong Toei and Watthana | Bangkok      |
|    | Bang Chak                                                               | บางจาก                |                                                  | Phra Khanong             | Bangkok      |
|    | Punnawithi                                                              | ปุณณวิถี                 |                                                  | Phra Khanong             | Bangkok      |
|    | Udom Suk                                                                | อุดมสุข                 | BTS Bang Na (đề xuất)                            | Bang Na                  | Bangkok      |
|    | Bang Na                                                                 | บางนา                 | BTS Bang Na (đề xuất)                            | Bang Na                  | Bangkok      |
|    | Bearing (RTGS: Baering)                                                 | แบริ่ง                  |                                                  | Bang Na                  | Bangkok      |
|    | Samrong                                                                 | สำโรง                 | MRT Samrong                                      | Mueang Samut Prakan      | Samut Prakan |
|    | Pu Chao                                                                 | ปู่เจ้า                  |                                                  | Mueang Samut Prakan      | Samut Prakan |
|    | Chang Erawan                                                            | ช้างเอราวัณ             |                                                  | Mueang Samut Prakan      | Samut Prakan |
|    | Học viện Hải quân Hoàng gia Thái (RTGS: Rongrian Nairuea)               | โรงเรียนนายเรือ         |                                                  | Mueang Samut Prakan      | Samut Prakan |
|    | Pak Nam                                                                 | ปากน้ำ                 |                                                  | Mueang Samut Prakan      | Samut Prakan |
|    | Srinagarindra (RTGS: Si Nakharin)                                       | ศรีนครินทร์              |                                                  | Mueang Samut Prakan      | Samut Prakan |
|    | Phraek Sa (RTGS: Phraekkasa)                                            | แพรกษา                |                                                  | Mueang Samut Prakan      | Samut Prakan |
|    | Sai Luat                                                                | สายลวด                |                                                  | Mueang Samut Prakan      | Samut Prakan |
|    | Kheha                                                                   | เคหะฯ                 |                                                  | Mueang Samut Prakan      | Samut Prakan |
|    |                                                                         |                       |                                                  |                          |              |

## Dự án mở rộng
Hướng Đông:
- Chiều dài 7 km, gồm bốn nhà ga từ Ga Kheha đến Ga Bang Pu station đã được lên kế hoạch.

| Mã | Tên ga         | Tên ga       | Chuyển đổi | Vị trí              | Vị trí       |
| Mã | Tiếng Anh      | Thái         | Chuyển đổi | Vị trí              | Vị trí       |
| -- | -------------- | ------------ | ---------- | ------------------- | ------------ |
|    |                |              |            |                     |              |
|    | Sawangkhaniwat | สวางคนิวาส    |            | Mueang Samut Prakan | Samut Prakan |
|    | Mueang Boran   | เมืองโบราณ    |            | Mueang Samut Prakan | Samut Prakan |
|    | Si Chan Pradit | ศรีจันทร์ประดิษฐ์ |            | Mueang Samut Prakan | Samut Prakan |
|    | Bang Pu        | บางปู         |            | Mueang Samut Prakan | Samut Prakan |
|    |                |              |            |                     |              |

Phía Bắc:
- Chiều dài 9 km, bốn nhà ga từ phía Đông đường Lam Lukka từ Ga Khu Khot đến Ga Wongwaen-Lam Luk Ka đã được lên kế hoạch.

| Mã | Tên ga              | Tên ga        | Chuyển đổi | Vị trí     | Vị trí       |
| Mã | Tiếng Anh           | Thái          | Chuyển đổi | Vị trí     | Vị trí       |
| -- | ------------------- | ------------- | ---------- | ---------- | ------------ |
|    |                     |               |            |            |              |
|    | Wongwaen-Lam Luk Ka | วงแหวน-ลำลูกกา |            | Lam Luk Ka | Pathum Thani |
|    | Khlong Ha           | คลองห้า        |            | Lam Luk Ka | Pathum Thani |
|    | Khlong Si           | คลองสี่         |            | Lam Luk Ka | Pathum Thani |
|    | Khlong Sam          | คลองสาม       |            | Lam Luk Ka | Pathum Thani |
|    |                     |               |            |            |              |